# (6229) Tursachan
(6229) Tursachan es un asteroide perteneciente al cinturón de asteroides, región del sistema solar que se encuentra entre las órbitas de Marte y Júpiter, más concretamente a la familia de Temis descubierto el 4 de noviembre de 1983 por Brian A. Skiff desde la Estación Anderson Mesa (condado de Coconino, cerca de Flagstaff, Arizona, Estados Unidos).

## Designación y nombre
Designado provisionalmente como 1983 VN7. Fue nombrado Tursachan en homenaje al término gaélico que traducido al castellano significa "Piedras de pie", un término utilizado para referirse a las piedras colocadas durante los tiempos neolíticos en grupos, a menudo círculos, en todas las islas británicas. Muchos de estos arreglos exhiben alineaciones astronómicas y pueden haber sido utilizados para rastrear la progresión de las estaciones y marcar la ocurrencia de otros eventos astronómicos significativos. El nombre fue sugerido por Alice Cathryne Dennis, una estudiante de séptimo grado en The Mountain School en Flagstaff, Arizona, como ganadora de un concurso para nombrar este planeta menor en conjunto con el Festival de Ciencia de Flagstaff en 1997.

## Características orbitales
Tursachan está situado a una distancia media del Sol de 3,090 ua, pudiendo alejarse hasta 3,646 ua y acercarse hasta 2,533 ua. Su excentricidad es 0,180 y la inclinación orbital 1,650 grados. Emplea 1984,04 días en completar una órbita alrededor del Sol.

## Características físicas
La magnitud absoluta de Tursachan es 13,2. Tiene 11,603 km de diámetro y su albedo se estima en 0,076. 